# Via Imperii
Via Imperii (Імперська дорога) була однією з найважливіших з класу доріг, відомих під загальною назвою імперських доріг (нім. Reichsstraßen) Священної Римської імперії. Цей давній торговий шлях пролягав з півдня на північ від Венеції на Адріатичному морі та Верони в Італійському королівстві через перевал Бреннер, через Німеччину до узбережжя Балтії, проходячи такі міста:
- Інсбрук у Тірольському графстві
- Аугсбург в Аугсбурзькому князівстві-єпископстві[en]
- імперське місто Нюрнберг
- Байройт, Бад-Бернек-ім-Фіхтельгебірге, Мюнхберг та Гоф у Байройтському князівстві
- Плауен, Мілау[en] та Райхенбах-ім-Фогтланд у регіоні Фогтланд[en]
- Цвікау, Альтенбург, Регіс-Брайтінген, Борна, Маркклеберг і Лейпциг в Майсенському маркграфстві
- Лейпциг — на перетині з дорогою Via Regia
- Віттенберг в Саксен-Віттенберзькому герцогстві
- Кельн (район Берліну), столиця Бранденбурзькому маркграфстві
- Бернау в Берліні
- Щецин у Померанському герцогстві

Міста на маршруті мали привілей права складу — купці були зобов'язані користуватися платною дорогою і, в свою чергу, користувались захистом імператорської влади на умовах земського миру.
Частини історичного маршруту сьогодні позначені італійською Державною магістраллю № 12, австрійськими Landesstraßen B 182 і B 177 та німецькою Bundesstraße 2.